# مرض العقل
"مرض العقل " هي أغنية كتبها فرقة Ritual ومقرها هارو . تم إصدار الأغنية بواسطة Red Flame Records كأغنية واحدة في أكتوبر 1982. أنتجتها الفرقة وصممها كريس ستون.

## كم الصورة
تمييز الجزء الأمامي من غلاف الصورة بعمل فني لسيمون كوهين، بينما قام عازف القيتار جيمي ستيوارت بالعمل الفني على ظهره .

## التنسيقات وقائمة المسار
- 7 بوصة: Red Flame / RF 712 (المملكة المتحدة)

1. "مرض العقل"
2. "تسع"

## شؤون الموظفين
- إيرول بليث - غناء
- مارك بوند - جيتار باس
- ستيف بانكهورست - ساكسفون
- راي موندو - طبول
- جيمي ستيوارت - القيثارات

## روابط خارجية
- طقوس في Discogs